# Роберт Лівінгстон
Роберт Роберт Лівінгстон (англ. Robert Robert Livingston, 27 листопада 1746 — 26 лютого 1813) — американський юрист, політик і дипломат із Нью-Йорка, а також батько-засновник Сполучених Штатів. Був відомий як «Канцлер» після високої юридичної посади штату Нью-Йорк, яку він обіймав протягом 25 років. Також був членом Комітету п’яти, який розробив Декларацію незалежності, разом з Томасом Джефферсоном, Бенджаміном Франкліном, Джоном Адамсом і Роджером Шерманом, але був відкликаний штатом Нью-Йорк, перш ніж міг підписати документ.
Лівінгстон склав присягу Джорджу Вашингтону, коли той вступив на посаду президента 30 квітня 1789 р. Також був обраний членом Американського філософського товариства в 1801 р.